# Forellen
Forellen er en dansk film fra 1942. En kvinde konfronteres med sin fortid, da ulykker truer familien. Manuskript Fleming Lynge. Instruktion Emanuel Gregers.
Blandt de medvirkende kan nævnes:
- Emanuel Gregers
- Bodil Ipsen
- Grethe Holmer
- Ejner Federspiel
- Aage Fønss
- Elith Pio
- Bjarne Forchhammer
- Agnes Rehni
- Sigurd Langberg
- Randi Michelsen
- Kai Wilton
- Carl Heger
- Charles Wilken
- Marie Niedermann
- Richard Christensen
- Maria Garland
- Valdemar Møller
- Svend Svanen
- Povl Wöldike
- Kai Holm